# Uramba somala
Uramba somala is een pissebed uit de familie Porcellionidae. De wetenschappelijke naam van de soort is voor het eerst geldig gepubliceerd in 1939 door Alceste Arcangeli.